# 雞尾鸚鵡

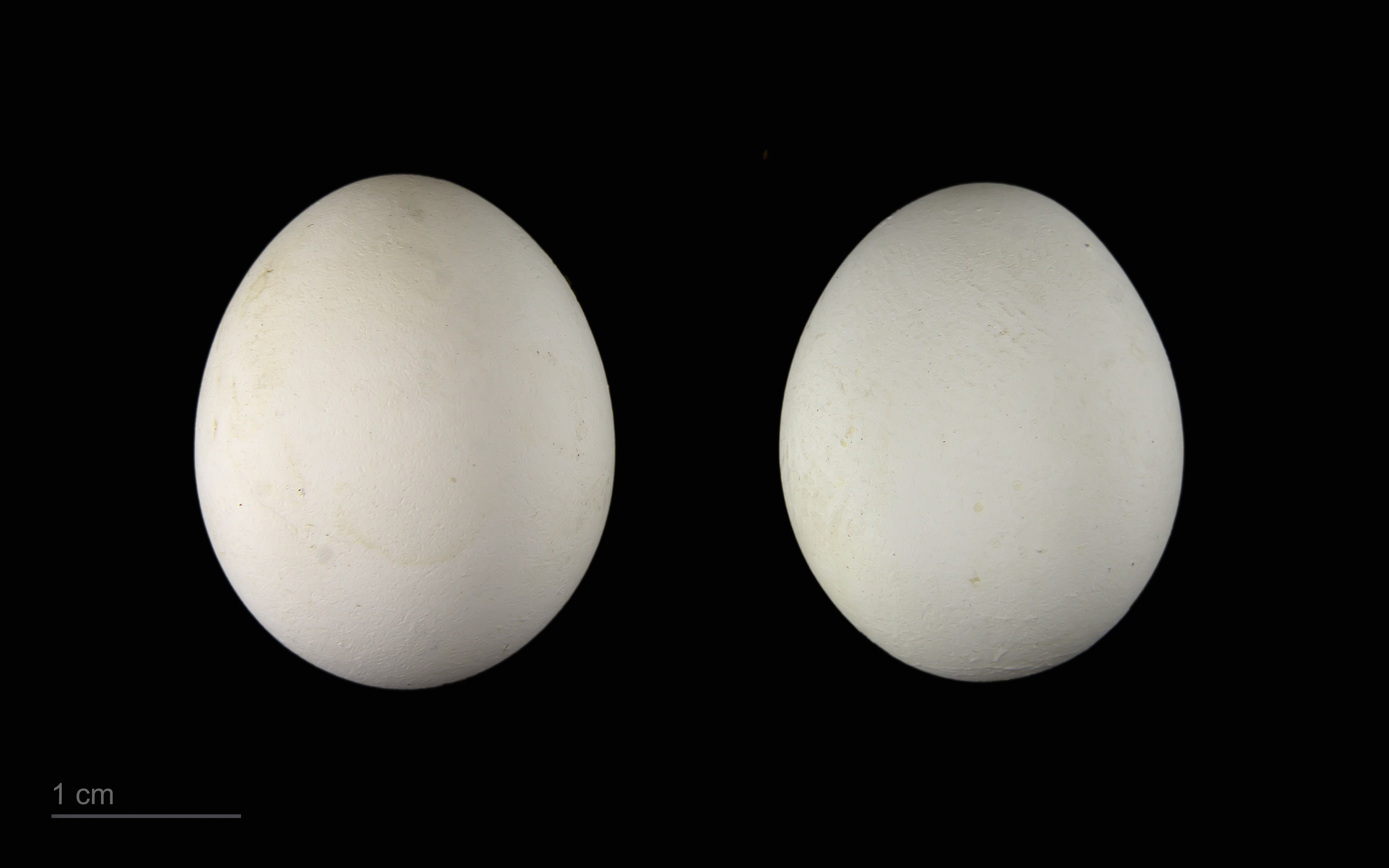
卵 Nymphicus hollandicus

雞尾鸚鵡（学名：Nymphicus hollandicus），鳳頭鸚鵡科雞尾鸚鵡屬的一種鳥類，也稱作玄鳳鸚鵡。因日本於明治後期（約1910年）引進，因此在台灣又名歐卡妹（的音譯，日名源自此鳥臉頰橙紅斑點很像阿龜面具（Okame））。它是澳洲特有的鳳頭鸚鵡，是最常見的寵物鳥。

## 簡介
雞尾鸚鵡不論在鸚鵡總科或鳳頭鸚鵡科中的身型也是一種中型的鸚鵡。雞尾鸚鵡起源於澳洲內陸，尤其愛棲息於濕地和灌木叢。參見野生的雞尾鸚鵡。雞尾鸚鵡那獨特的鮮黃色頭冠會在受驚或興奮時竪起，而牠們平常放鬆時頭冠就會微微傾斜，若緊貼頭部時則是生氣或自衛時。
原生種的雞尾鸚鵡，在灰色雙翅的外緣上有明顯的白羽。 公鳥的臉是白色或黃色；母鳥的臉部則是灰色或淺灰，兩者都有橘紅色的圓形區域在兩邊臉頰上，這常通是被稱作「耳羽」。公鳥的橘紅色耳羽較母鳥還鮮艷得多，可以依此作為辨別公母的方法。
通常在各個變種中，於成鳥時會有兩性異形的外觀差異，而幼鳥時則是同形的特徵，就像母鳥一樣。通常母鳥在尾羽上有圓點或橫紋，而公鳥的尾羽則無條紋。雌鳥和未熟的幼鳥在尾羽上有排列清楚的條紋（乳白色，白色或黃色），在第一和第二飛羽上有圓點，成庛的公鳥身上則沒有這些特徵。
但有兩個變種，白子（白臉黃化）及白的完全派特（黑眼），是無法以目視看出性別。
ADM派特（一般所稱的派特或隱性派特）是典型的不能以外觀來辨別性別。這是因為派特獨一無二的基因，不只是產生帶斑紋的變種，也使成熟公鳥的兩性異形差異作廢。甚至在鳥類學者專家中間同樣也有是否能以外觀作為辨別動物性別的爭議。

## 外觀

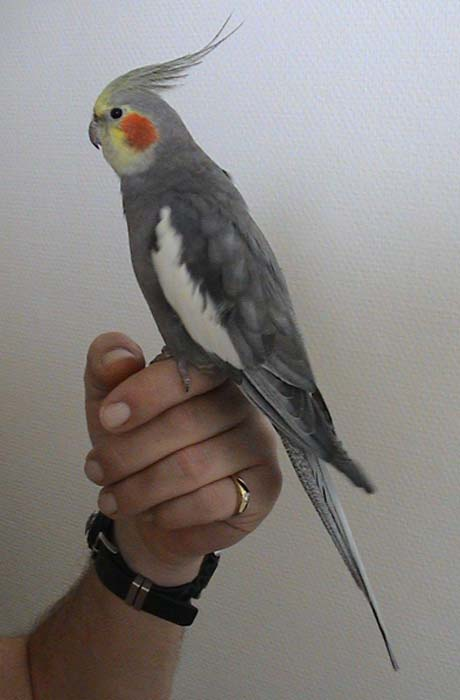
雞尾鸚鵡

- 特徵

雞尾鸚鵡和葵花鳳頭鸚鵡等其他鳳頭鸚鵡一樣，頭冠竪起。雞尾鸚鵡也有鳳頭鸚鵡般的特徵，例如面部羽毛覆蓋了喙邊，這特徵在鳳頭鸚鵡科以外幾乎不會找到。耳洞位則有圓圓的橙色羽毛斑點，翼邊有帶白羽。
- 身長

和大部分鳳頭鸚鵡相比，雞尾鸚鵡有長長的尾羽，佔身體長度大約一半。全長約30公分左右。
- 重量

成鳥重約80～110公克。
- 壽命

雞尾鸚鵡一般有16至25年壽命，雖然也有短命如5至10年，亦有傳能活過30年。有紀錄中最老的雞尾鸚鵡死於36歲。

## 習性

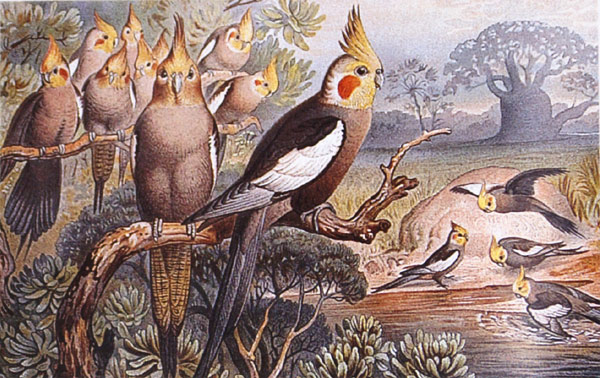
圍在水邊成群的喝水

雞尾鸚鵡原產於澳洲，可在乾地或草原上發現雞尾鸚鵡的蹤跡，不過牠們總是生活在靠近水邊的地方，有時甚至會有上百隻圍在水邊成群的喝水，也會吃農作物而造成當地農民的恐慌。個性溫馴、乖巧又很容易照顧，因此廣受歡迎而成為流行的寵物鳥。但是卻相當的神經質，膽小容易受驚嚇，一點驚動就會使牠們陷入恐慌之中，牠們的冠羽會隨情緒變化。公鳥會較母鳥喜愛啼叫，特別是清晨與黃昏

## 歷史
雞尾鸚鵡（Nymphcus hollandicus）英文俗名Cockatiel。雞尾鸚鵡原棲息於澳州內陸，約在一、兩百年前被英國人帶回去當作寵物飼養而開始流行起來，學名「Nymphcus hollandicus」的由來是1832年德國的Johann eorg agler看到棲息在澳洲的雞尾鸚鵡時，見牠們十分可愛而以虛構的寧芙（精靈）命名（Nymphcus意即「小精靈」），種名hollandicus則是New Holland新荷蘭（古時對澳洲的稱呼）之意。1845年，荷蘭人在初次見到雞尾鸚鵡時以葡萄牙語的cacatitho（小鳳頭鸚鵡）稱呼牠，以後則演變為英文的Cockatiel。

## 品種
雞尾鸚鵡的基因遺傳大致可分為：顯性遺傳（dominant） 、性聯遺傳（sex-linked） 、隱性遺傳（recessive），根據各項遺傳法則可培育出各種變化。

### 顯性基因
在遺傳上是占有表現優勢，其中顯性銀＞原生灰，顯性黃臉＞原生灰。
原生灰（Normal Grey）
為澳洲野生種。外貌上帶有灰黑色的羽毛，橘紅色的雙頰、黑色的鳥喙和腳。
顯性黃臉（Dominant Yellow cheek）
不帶橘紅色的黃臉頰，有時甚至會近乎金色。
顯性銀（Dominant Silver）
1979年首見於英國，銀灰色的羽毛和黑灰色的鳥喙、腳及眼珠。是原生灰的黑色素褪化的結果，若是帶2個因子時會比只帶1個還要淺色。

### 性聯基因
依照性染色體的遺傳法則來遺傳，但雞尾鸚鵡和人類相反，是母鳥帶ZW染色體，而公鳥帶ZZ染色體，因此公鳥需要有成對的基因，而母鳥只需要有一個即可。
黃化（Lutino）
始於1958年美國的佛羅里達州邁阿密 Cliff Barringer的鳥舍，黃化種是由於黑色素的缺乏，導致他們有著白色的羽毛、黃頭、紅眼精、紅色雙頰、粉紅色的鳥喙及雙腳的外觀。
肉桂或古銅（Cinnamon）
肉桂色的變種始於1960年代晚期，由比利時人繁殖變種。肉桂外觀帶有灰褐色的羽毛、黑眼睛、暗褐色的鳥喙及雙腳。
珍珠（Pearl）
最初西德所培出來，是將灰羽上的黑色素去除而使黃色斑點狀呈扇貝狀分布，通常公的珍珠雞尾鸚鵡會在約6個月大以後逐變回灰黑色，而母鳥則不會，但是據說現在也有逐續改良公珍珠的品種，抑制過多黑色素的製造。另外珍珠也可和其他品種配種而混出各樣顏色的斑點（如肉桂或白臉）。
白金（Platinum）
他們背部帶著煙薰般的銀灰色，而主飛羽與尾羽通常會較身上顏色來得更深。孵化的1、2週內，幼鳥的眼睛會從紅色變為黑色，而鳥喙及腳呈米白色。
性聯黃臉（Sex-linked Yellow cheek）
不帶橘紅色的黃臉頰，有些帶此基因的母鳥會有雄鳥的特徵會不孵卵抱雛。

### 隱性基因
表現力較弱的基因，需要有兩個成對的基因始能表現出來。
派特（Pied）
派特最早的變種，源自1949年的美國加州。派特是身上的灰毛有不規則區域的退去，依身上黑色素消去的程度可以分為輕度（Light）、重度（Heavy）、完全（Clear）。目前市上多為重度派特，意即灰毛的比例較少，而完全（Clear）時除了黑眼外則會與黃化相像而被稱為黑眼黃化，而白臉的完全派特則為白子。另外，由於派特的變化較難預測，若左右兩邊翅膀出現對稱的黑羽時則稱之為對稱派特（reverse pied），也是俗稱的「一條龍」。
華勒(Fallow)
華勒是在1971年的美國佛羅里達州出現，華勒的外觀和肉桂相似，華勒除了也是有灰褐色的羽毛以外，其他地方則是紅眼精、粉紅色的鳥喙及雙腳。
綠寶石或橄欖綠（emerald or olive）
是80's後半美國的Margie Mason所培育新變種。為淺灰色混著重黃色的羽毛而呈綠色，在背部有閃亮的羽色變化，在翅羽上有些微的花紋呈扇貝狀分布，為黑眼精、暗褐色的鳥喙及雙腳。
帕斯多(Pastelface)
帕斯多是在1989年，被英國的Bob Crossley從白臉所培育出來。帕斯多的臉頰被淡化顏色而呈淡橘色的外觀。在美洲比在歐洲還來的受歡迎。
白臉(Whiteface)
白臉於1969年在荷蘭出現。公鳥長大後會整頭變白。白臉基因較帕斯多還來的弱，白臉若和華勒(Fallow)或橄欖綠（olive）搭配會淡化牠們的羽色。另外和黃化搭配時會產生全白的雞尾鸚鵡而被稱為白子。
隱性銀（Recessive Silver）
1960年代首見於紐西蘭，銀灰色的羽毛和黑灰色的鳥喙、腳及眼珠。是原生灰的黑色素褪化的結果，若是帶2個因子時會比只帶1個還要淺色。

### 其他
白子（albino = Whiteface Lutino）
並非白化病的結果，是結合白臉和黃化兩種基因的新品種，全白的毛、紅色的眼珠及粉紅色的腳，因其毛色全白而相當稀有，因此非常珍貴。

## 分辨雌雄
一般來說公鳥的羽色多較母鳥顏色鮮艷，且公鳥的叫聲較為婉轉多變。

### 原生種（Normal grey）
公鳥的頭部為奶油黃，母鳥則是微微混點黃色的灰頭。另外，母鳥的翅膀下有黃白圓點，羽尾有橫紋。

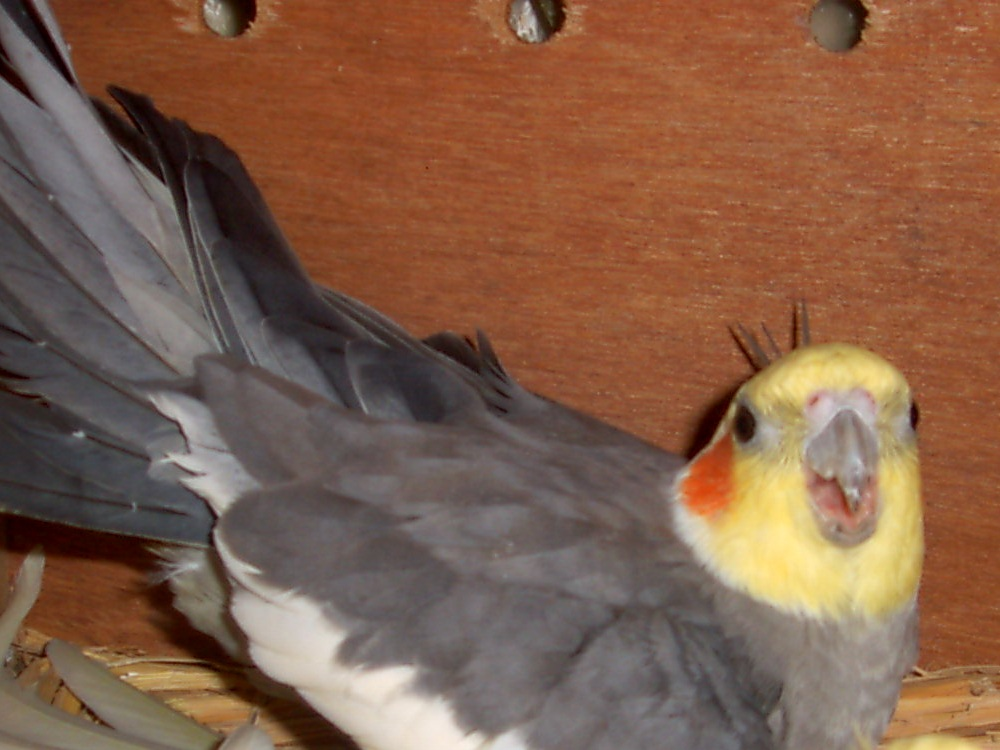
原生種公鳥。
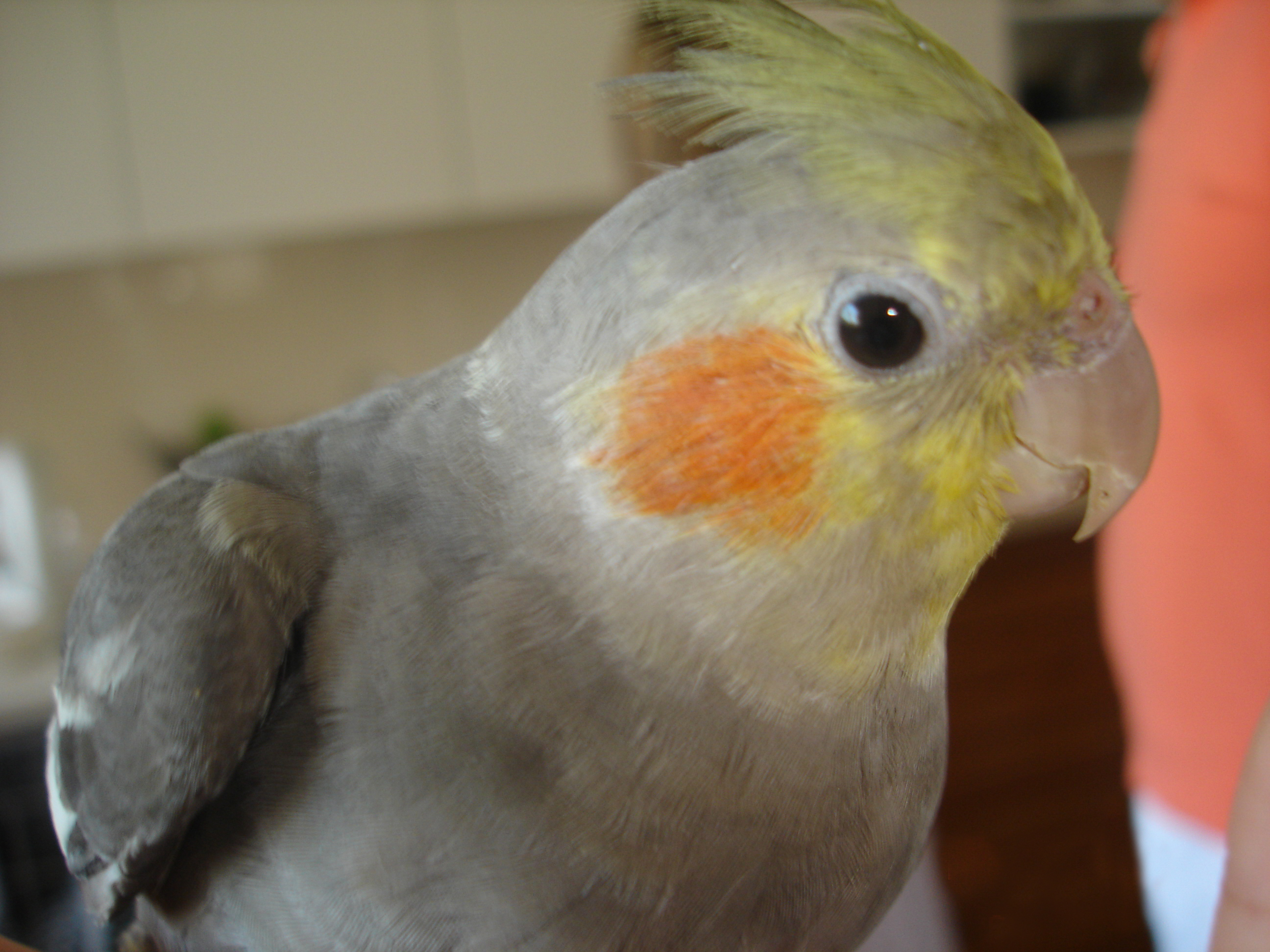
原生種母鳥。

### 黃化（Lutino）
全身帶淺黃的黃化雞尾鸚鵡較原生種還難分辨公母，不論雌雄頭部都是黃色，其中雌性的喙和眼會有一抹黃色，雄性則大部份頭部及冠羽前端均為黃色，雌性黃化種尾羽有橫紋及飛羽裡部有黃色圓點。

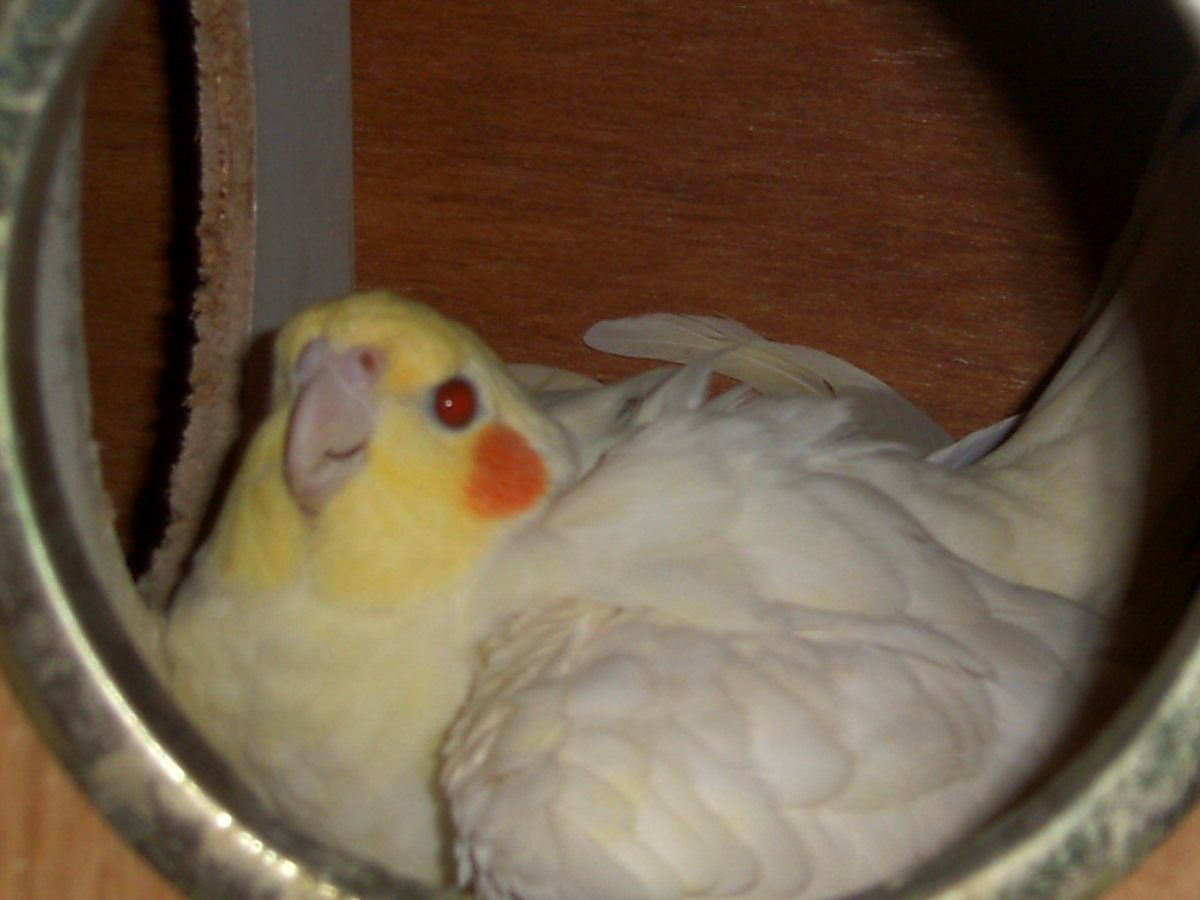
黃化母鳥。
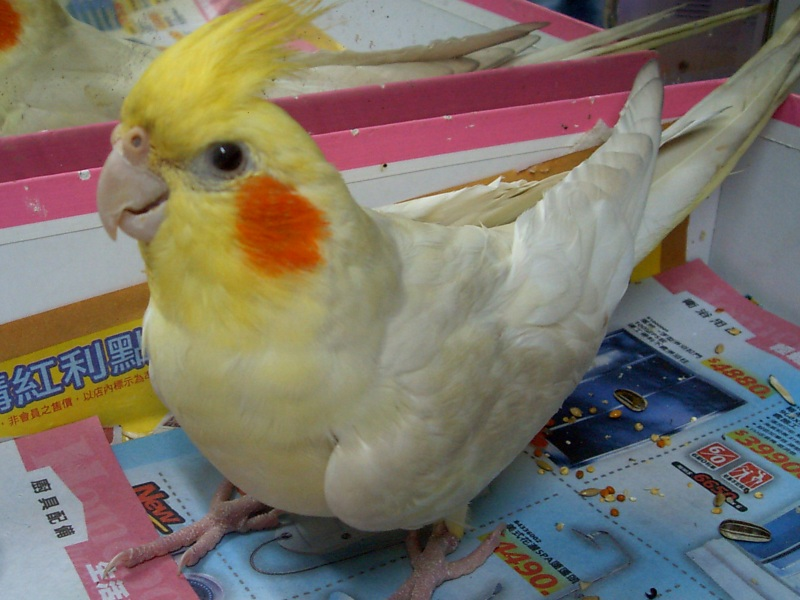
黃化玄鳳公鳥。

### 珍珠（Pearl）、派特（Pied）及白臉（Whiteface）
- 珍珠在成鳥換羽後，公的會有珍珠斑退去的現像，而母鳥尾羽會有白色斑紋。
- 派特的公母從外觀上較難分辨，多從行為或叫聲上來分辨。
- 白臉根據尾巴橫紋判對其公母，或從行為或叫聲上來分辨。

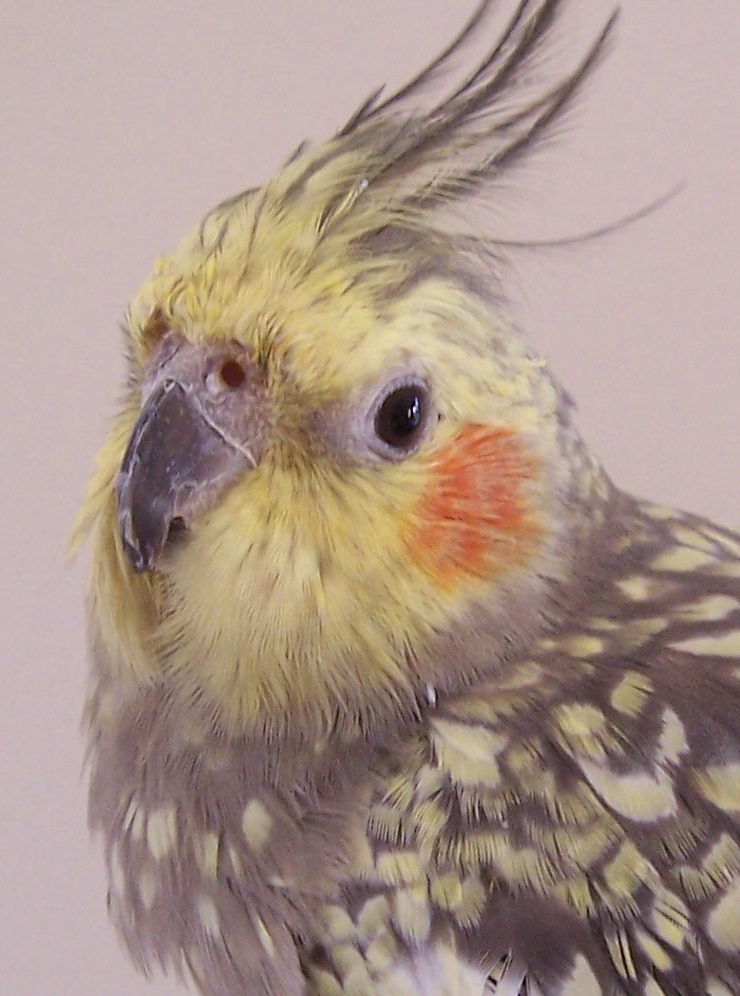
珍珠。
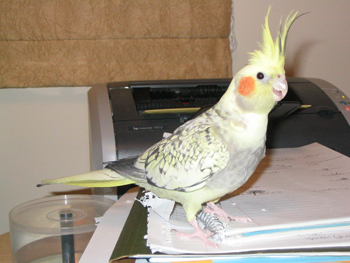
派特加珍珠，帶派特基因的珍珠，淡化了身上的灰黑羽毛。
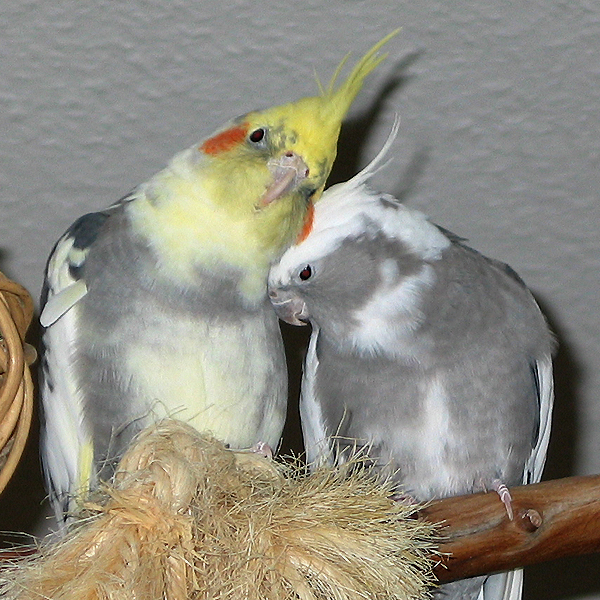
左為派特(公)， 右為白臉派特（母）。
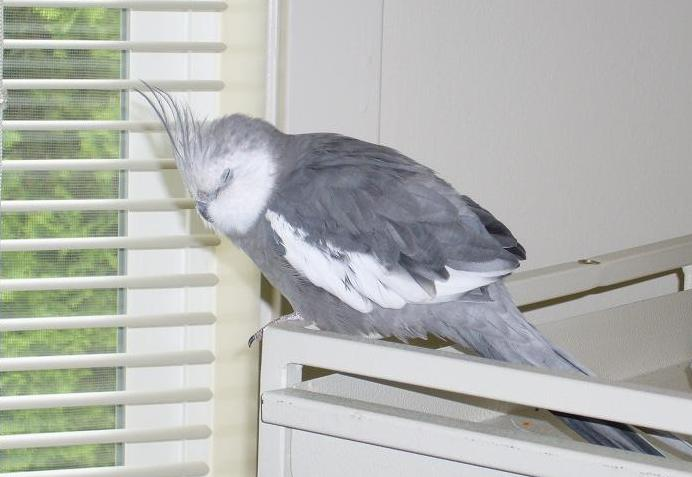
睡覺中的白臉雞尾鸚鵡。

### 華勒(Fallow)
公鳥的顏色比母鳥深，而且臉部的顏色也比較鮮豔，不過並沒有差太多。

### 肉桂或古銅（Cinnamon）
公鳥的顏色會比母鳥還來得深，母鳥尾羽背部有橫紋；公鳥的臉是偏黃色，但母鳥的臉則是黃灰色的羽毛。

### 顯性銀（Dominant Silver）
公鳥臉上是鮮艷的黃色，母鳥臉上是黃灰色並且尾羽背部有橫紋。

### 白子（albino = Whiteface Lutino）
白子的公母從外觀上無法分辨，需從行為或叫聲上來分辨。

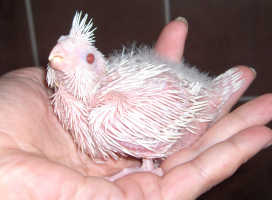
白子幼鳥。

## 繁殖
雞尾鸚鵡是一種流行的寵物鳥，這是由於牠們很好繁殖，一次約抱4～6顆卵，每一顆約略姆指大。 在交配後約10天會生下第1顆蛋，之後平均每兩天下一顆蛋，多在下第二顆蛋後開始抱卵，孵化時間約為19～22天，育雛時間約為四週，兩個月後開始學會飛行。公鳥1年9個月成熟，母鳥約1年3個月，但9個月大時就開始進入思春期。在育雛方面由公母輪替，雄性雞尾鸚鵡也會盡心保護和哺育兒女，如果母親不能勝任，雄性仍能好好地養育雛鳥。有些母鳥也會未受精而產卵，若不移開那些蛋的話，母鳥會一直孵下去。為避免產卵，可以在晚上前提早將布蓋在籠子上，減少每日的日照時間。就像所有的鸚鵡類一樣，雞尾鸚鵡也會把飼主或玩具當作配偶，公鳥會求愛、交配或佔有欲，母鳥則會產下無精卵。順帶一提，若是想要促進母鳥的產卵，可以試著愛撫母鳥的背給予她們性刺激，反之則要避免。雞尾鸚鵡近來被發現可以與粉紅鳳頭鸚鵡（Galah）雜交，其後代被稱為Galatiel（各取Galah和Cockatiel的一半名稱）。

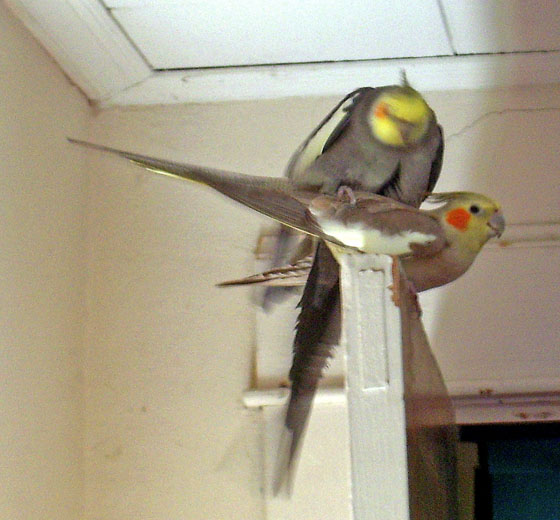
交配
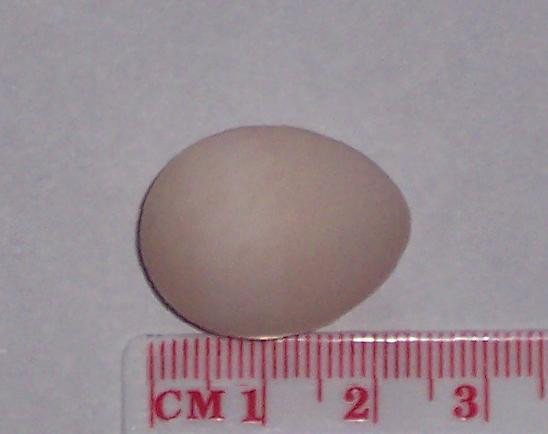
雞尾鸚鵡的卵
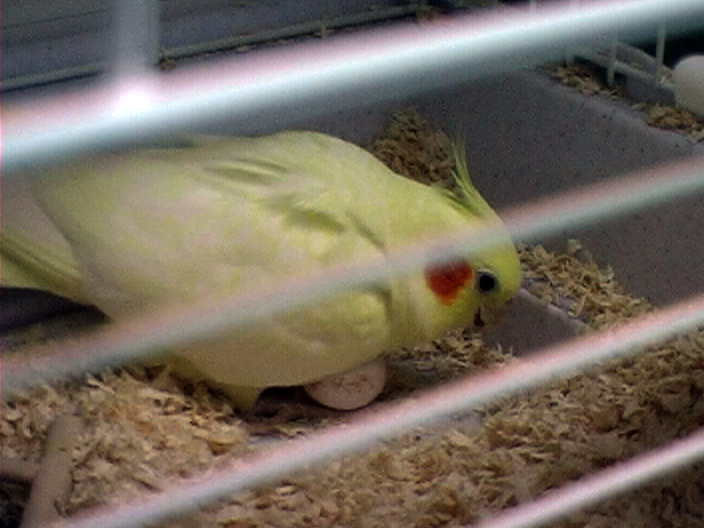
抱卵中的母鳥
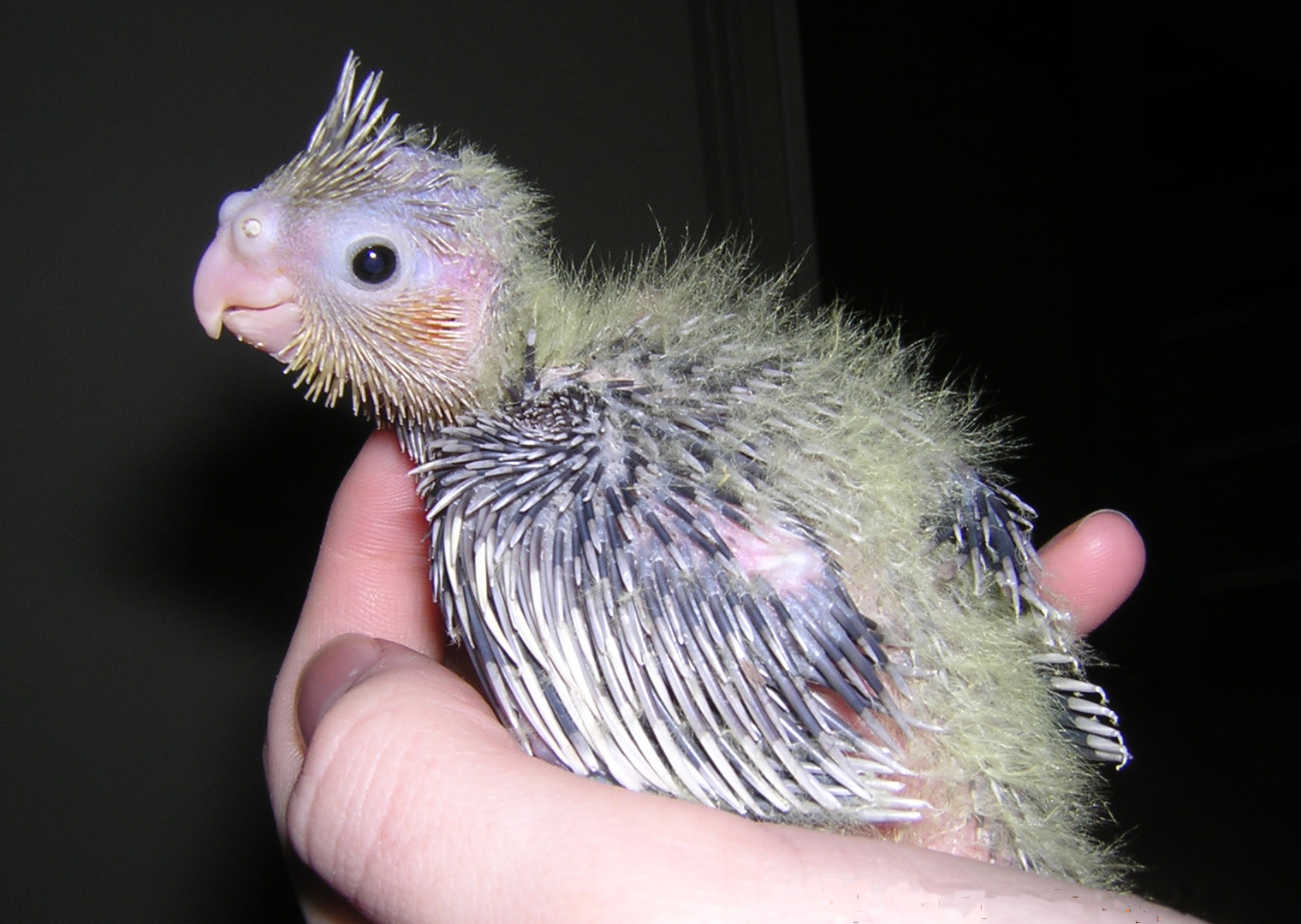
約三週大的幼鳥

## 人類飼育
目前多數的鸚鵡品種在中国大陆依据《华盛顿公约》参照二级保护动物，在台湾屬「二級保育類動物」进行保护，因此須向相关部门申请才能飼養鸚鵡，且要遵守其繁殖出來的後代不得隨意出售，否则属于违法犯罪行为。但是少數的品種因此人工繁殖属于无危品种，並不在此範圍，如虎皮鸚鵡、玄鳳鸚鵡、月輪鸚鵡和情侶鸚鵡等。

### 飼育條件
人類馴養鸚鵡，如同飼育其他的寵物一樣是培養責任感與同理心的其中一種管道。但是鸚鵡皆具有鳴叫、啃咬的本性，容易產生噪音污染的環境問題，應在家人、社區的其他住戶都能接受的情況考慮飼養鳥類。飼養的環境溫度為攝氏20度至30度之間的通風環境為佳，羽毛尚未長齊的幼鳥及雛鳥應為攝氏25度至30度之間，避免過度的風吹日曬雨淋。選擇寬敞的籠舍，保持環境的衛生和良好的空氣品質。
生物學研究指出，地球上的所有的動物包含鳥類在內，應以方形或長形格局的生活空間為主。由於鸚鵡擁有啃咬探索世界的天性，籠舍與籠內的擺設材質以不銹鋼或安全材質為主，能降低誤食後引發金屬中毒。一個籠子內一對同品種且相處融洽的雌雄鳥。

### 飲食相關
野外的鸚鵡通常會進食果實、種子及果仁，不同季節會有不同種類的食物供鸚鵡食用，因此可得到多種的食物及均衡的營養。但於人工飼養的環境下，飼主通常只給予葵花籽、花生，並不時給予蔬菜水果並不能提供均衡及足夠的營養，長時間餵食會導致健康問題。
以種子及果仁作為主要糧食幾個缺點：
- 缺乏維生素A

維生素A是非常重要的養料，對於維護多種身體組織的健康及功能尤其重要，如皮膚、呼吸道及消化道。缺乏維生素A會降低雀鳥對細菌及病毒的抵抗力，有多種的感染都是因缺乏維生素A而引起。
- 過量脂肪

過量脂肪會導致脂肪肝（Fatty Liver），最終會使肝臟壞死。
- 鈣質含量過低

美國布朗氏（Brown's）與臺灣阿迷購（Amigo）推薦的鸚鵡每日食物營養比例如下
- 45% 新鮮的蔬菜與水果，尤以新鮮蔬菜的比例為重。
- 25% 滋養丸，別稱滋養餐。
- 25% 穀物
- 5% 堅果
- 適時給予鳥用益生菌和維生素(維他命)及礦物質以確保鳥類的健康。

亦可搭配種植蔬菜、水果等植物，例如：花果、牧草，地瓜葉、迷迭香、綠紫蘇、玫瑰花、紫錐花、紅鳳菜、萬壽菊、蒲公英、苜蓿草及苜蓿芽、天竺草等，煮沸瀝乾的蛋殼，少許大麥蟲、黄粉虫去頭端的幼蟲予鸚鵡食用亦可補充動物性蛋白質並維持體力。
選擇純天然、無人工添加物的有效期限內食品。經開封後未食用的食品以冷藏保存，避免陽光照射使其變質、菌蟲孳生。食用前待退冰後提供給鸚鵡。羽毛尚未長齊的雛鳥和幼鳥，可根據不同的品種與成長階段，選擇對應合格標章的鳥用奶粉、飼料，以攝氏38度至40度之間的乾淨溫水將其泡軟後餵食。特殊品種的鸚鵡，如：吸蜜鸚鵡則是以粉料為主。
避免選購含有人工色素及香料的人工合成飼料，含有防腐劑乙氧基奎寧（Ethoxyquin）及丁羥甲苯（BHT/BAT）及含可可鹼（Theobromine）的食物如咖啡、茶葉、巧克力、鳄梨（或稱牛油果），含有高鹽份、酒精等食品對鳥類的健康亦有危害。

### 生活習性
野外的鳥類有盥洗清潔的生活習性，牠們會在沙堆或水平面上擺動身體，讓沙子或水淋浴在身上，再透過陽光照射將身上的羽毛弄乾。人類飼育的寵物鳥可以使用自來水或專用的沐浴粉等方式，令鳥兒自發性地清潔身體。每天的清晨或黃昏時段讓鳥晒十分鐘的陽光，紫外光可補充维生素D3。促進體內新陳代謝、鈣質吸收，與消除羽毛的蟲蚤等多種益處。
寵物鳥在野外有各種活動。為滿足寵物鳥的各種生理與心理需求，許多飼養人會提供攀爬、鞦韆、聲響、築巢等玩具，以及各式的棲木、遊戲架供寵物鳥使用。
外出郊遊踏青前後亦會替鳥兒清潔身體，讓鸚鵡待在寵物的外出背包或外出籠子等工具，一起出門。但因戶外交通車輛排放出的氣體，造成空氣污染嚴重，每當定期健康檢查容易診斷出呼吸道及肺部問題。雖然服藥後即可改善，但是鳥獸醫師建議應該少讓寵物外出，飼主在外出時也應該戴上口罩來保護自己。

## 外部連結
- 台灣長尾鸚鵡俱樂部
- 晃頭晃鳥 - 寵物鳥資訊站
- 中的“Cockatiels”